# Guillaume Dupuytren

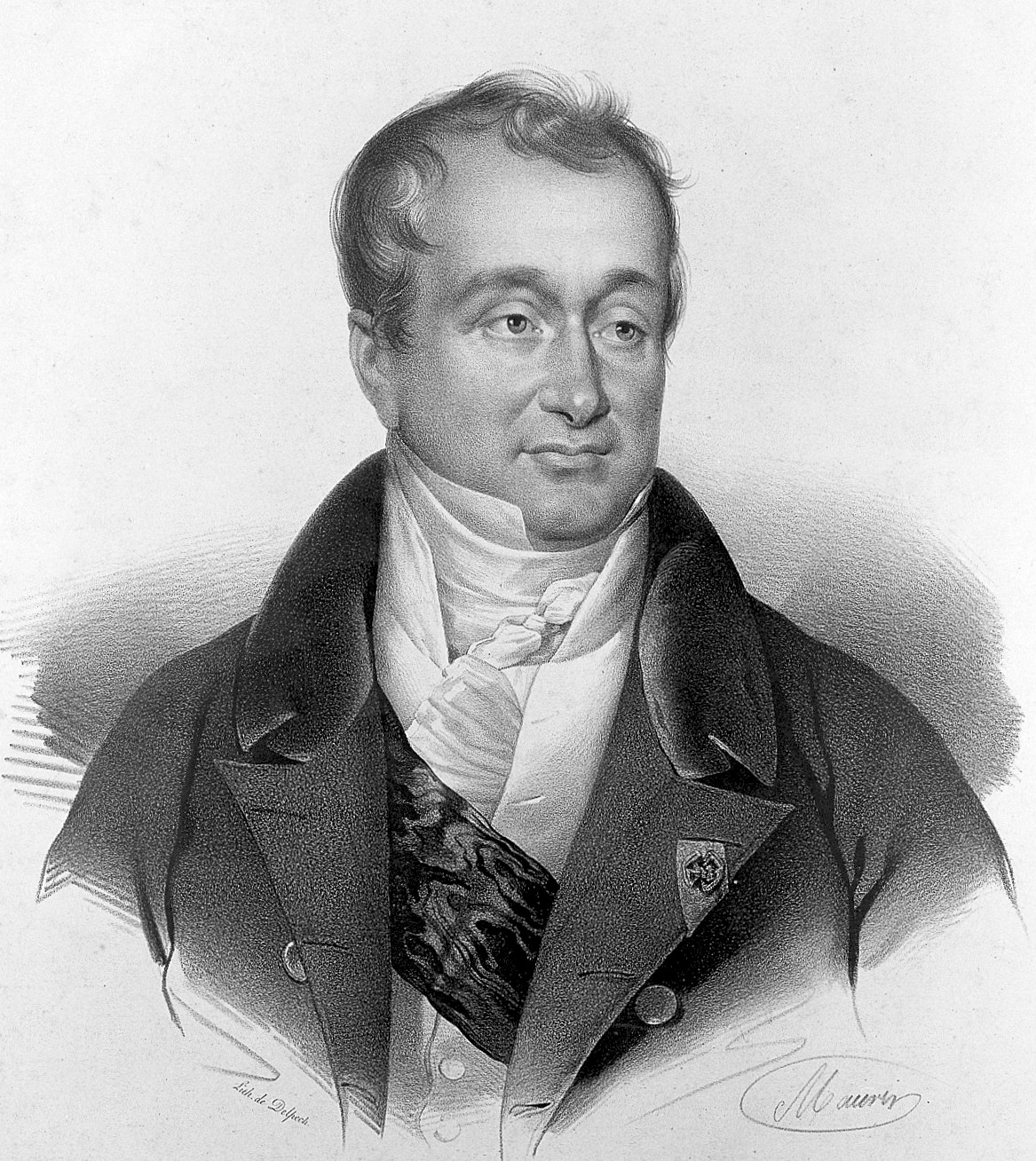
Guillaume Dupuytren.

Guillaume Dupuytren o Barón Dupuytren (Pierre-Buffière, Lemosín; 5 de octubre de 1777-París, 8 de febrero de 1835) fue un patólogo y cirujano francés.
Fue el primer especialista en poder extirpar el maxilar inferior, drenar exitosamente un absceso cerebral y también el primero en describir claramente la patología de la dislocación congénita de cadera. Corrigió la clasificación gradual de quemaduras e ideó la cirugía para el cáncer cervical y la creación de un ano artificial, basándose en los antecedentes que estableció John Hunter. Es más conocido por los procedimientos quirúrgicos que legó para aliviar la denominada enfermedad de Dupuytren, en la cual una fibrosis en la palma de la mano causa la retracción permanente de uno o varios dedos, quedando a veces la extremidad incapacitada.

## Biografía
En 1780, Dupuytren, de tres años de edad, fue secuestrado por una mujer y su esposo que estaban de paso en la ciudad con la diligencia, golpeándole en la cara para llevárselo. su padre pudo alcanzarles y les obligó a devolvérselo a la altura de Toulouse. 
En 1788, recibió instrucción en latín de Pierre Ardent du Pic curé en condat-sur-vienne. Al año siguiente, el capitán de caballería Keffer a su paso por Pierre-Buffière(Lemosín) con su regimiento, vio al muchacho jugando en la calle e|capítulo= 27n la calle .Seducido por la apariencia del niño, le preguntó si quería seguirlo a París Guillaume aceptó sin dudar. El padre de Dupuytren instaló, unos días más tarde, a su hijo en París, en el College de la Marche, del cual el hermano del capitán Keffer era el director Dupuytren solo tenía dieciséis años cuando terminó sus estudios escolares en 1793 Dejó París a pie, la bolsa en su espalda, tener lo suficiente para vivir en su viaje, y así llegó a Limoges, donde había llegado a su familia para establecer Habiendo dejado a su hijo la elección de una profesión, pero excluyendo la barra y los brazos, y al no recibir respuesta después de varios meses, el padre de Dupuytren decidió la pregunta y le dijo: "Usted será un cirujano". 
Apenas un estudiante de medicina, Dupuytren entendió que la anatomía era la base de todo el edificio médico y se dedicó a ello con entusiasmo Nombrado a la competencia de prosector (preparador de anatomía) de la escuela de salud, a la edad de 18 ans, preludió la enseñanza mediante lecciones privadas, cuya modesta compensación pronto lo liberó de la miseria donde a veces lo abandonaba Sus padres y, a los 24 ans, jefe de obra anatómica. Es profesor de medicina quirúrgica en 1812, cirujano jefe del Hotel Dieu en 1815. También es inspector general de la Universidad en 1808, barón en 1816 y primer cirujano del rey bajo Charles X y Louis-Philippe. Fue elegido miembro de la Academia de Ciencias en 1825 .
Dupuytren fue sobre todo un maestro y un practicante. Realizó y perfeccionó casi todas las operaciones quirúrgicas. Fue responsable de varias operaciones nuevas en el siglo XIX., incluyendo la curación del intestino en hernias estranguladas.
Acumuló una gran fortuna, que se estima a 3 000 000 francos en 1830. Ofreció el tercio a Charles X exilé, cuyo fue el médico, así como de su hermano Louis XVIII que recompensó haciéndolo barón. Legó a la Facultad una suma de 200 000 francos, que sirvió a la fundación de una chaire de anatomie patológica y a la creación de un museo anatómico, que lleva su nombre : el museo Dupuytren fundado por Mathieu Orfila.
Dupuytren contribuyó a varios artículos en el Diccionario de medicina y es el autor de memorias sobre "Ano contra la naturaleza, en la ligadura de los principales troncos arteriales, en la fractura del peroné." La tumba de Guillaume Dupuytren se encuentra en París en la #38.º  del cementerio del Padre-Lachaise. A la muerte de Bichat en 1802, (más tarde enterrado en la división 8 de Père-Lachaise)